# Эванс, Ричард Джон
Сэр Ричард Джон Эванс (англ. Richard John Evans, род. 29 сентября 1947, Эссекс (ныне Большой Лондон), Англия) — британский историк, исследователь новейшей истории Германии (XIX—XX веков), в частности нацистского периода. Доктор философии. Эмерит-профессор Кембриджа, с 2008 по 2014 год его профессор истории, а с 2010 года также президент Колледжа Вулфсона. Профессор Лондонского университета (1989—1998). Член Британской академии (1993). Рыцарь-бакалавр (2012).

## Биография
Изучал современную историю в оксфордском Колледже Иисуса (1966—1969), который окончил с отличием и почётным членом которого является с 1998 года.
Слушал лекции Х. Тревор-Ропера, К. Хилла и других выдающихся историков того времени. В 1969—1972 годах был младшим научным сотрудником в оксфордском колледже Сент-Энтони, где работал над диссертацией. С 1970 г. занимался исследованиями в Германии: в Гамбурге и Берлине. В 1973 году получил степень магистра гуманитарных наук, а позже — степень доктора философии. Также в 1990 году удостоился степени доктора изящной словесности (Litt D) в Университете Восточной Англии, а в 2001 году — доктора философии в Кембридже. Там же во второй раз получил степень доктора изящной словесности в 2015 году.
Преподавал в Стерлингском университете (1972—1976) и университете Восточной Англии (с 1976 года), в последнем в 1983—1989 гг. работал профессором европейской истории. В 1989—1998 годах — профессор истории в Биркбек-колледже Лондонского университета и одновременно в 1993—1997 гг. вице-мастер колледжа, в 1997 году и. о. мастера, а с 1999 года почётный член этого колледжа. С 1998 года профессор современной истории Кембриджа, одновременно до 2010 года член одного из его колледжей, которого с 2011 года почётный член, в 2008—2014 гг. Королевский профессор истории Кембриджа, затем эмерит; с 2010 года президент кембриджского Вольфсон-колледжа. Также провост Грешем-колледжа в Лондоне.
В 2012 году посвящён в рыцари за научные заслуги.
Член Королевского исторического общества (1978), Королевского литературного общества (2000), Учёного общества Уэльса (2010).
Автор многих работ. Биограф Эрика Хобсбаума.
Отмечен Медалью Леверхалма (2015).
Почётный доктор Лондонского университета (2012).
Почётный доктор Оксфорда (2015).